# 素色獐牙菜
素色獐牙菜（学名：Swertia erythrosticta var. epunctata）为龙胆科獐牙菜属下的一个变种。

## 扩展阅读
- 維基物種上的相關：素色獐牙菜